# Твоје лице звучи познато (3. сезона)
Трећа сезона емисије Твоје лице звучи познато у Србији је емитована од 6. марта до 26. маја 2016. године и броји 12 епизода.

## Стални жири
- Владо Георгиев
- Ана Кокић
- Иван Ивановић

### Гости
| Епизода | Фотографија | Члан жирија       |
| ------- | ----------- | ----------------- |
| 1       |             | Бане Мојићевић    |
| 2       |             | Кнез              |
| 3       |             | Саша Поповић      |
| 4       |             | Бранко Ђурић Ђуро |
| 5       |             | Никола Рађен      |
| 6       |             | Лепа Брена        |
| 7       |             | Дејан Томашевић   |
| 8       |             | Нина Сеничар      |
| 9       |             | Драгана Мирковић  |
| 10      |             | Жељко Јоксимовић  |
| 11      |             | Аца Лукас         |

## Табела са такмичарима
| Учесници                         | Епизода 1                                                | Епизода 2                                                | Епизода 3                                                             | Епизода 4                                                             | Епизода 5                                                             | Епизода 6                                                             | Епизода 7                                                             | Епизода 8                                                             | Епизода 9                                                             | Епизода 10                                                            | Епизода 11                                                            | Епизода 12                                                            |
| -------------------------------- | -------------------------------------------------------- | -------------------------------------------------------- | --------------------------------------------------------------------- | --------------------------------------------------------------------- | --------------------------------------------------------------------- | --------------------------------------------------------------------- | --------------------------------------------------------------------- | --------------------------------------------------------------------- | --------------------------------------------------------------------- | --------------------------------------------------------------------- | --------------------------------------------------------------------- | --------------------------------------------------------------------- |
| Никола Роквић (певач)            | Калиопи                                                  | Маринко Роквић                                           | Енрике Иглесијас                                                      | Монсерат Кабаље                                                       | Јуан Макгрегор                                                        | Милан Младеновић                                                      | Пепељуга                                                              | Тоше Проески                                                          | Мирослав Илић                                                         | Кристина Агилера                                                      | Роби Вилијамс                                                         | Ален Исламовић                                                        |
| Ивана Петерс (певачица)          | Бисера Велетанлић                                        | Палома Фејт                                              | Аксел Роуз                                                            | Фреди Меркјури                                                        | Шакира                                                                | Арета Френклин                                                        | Елса                                                                  | Ханка Палдум                                                          | Лорин                                                                 | Халид Муслимовић                                                      | Тејлор Свифт                                                          | Сиа                                                                   |
| Иван Куртић (певач)              | Џибони                                                   | Бруно Марс                                               | Тина Тарнер                                                           | Горан Бреговић                                                        | Каролина Гочева                                                       | Рамштајн                                                              | Џастин Бибер                                                          | Продиџи                                                               | Шабан Шаулић                                                          | Принс                                                                 | Мајкл Џексон                                                          | Монс Селмерлев                                                        |
| Катарина Остојић Каја (певачица) | Пинк                                                     | Ријана                                                   | Ивана Петерс                                                          | Сем Смит                                                              | Халид Бешлић                                                          | Бијонсе                                                               | Себасстијан                                                           | Емели Санде                                                           | Нина Симон                                                            | Жељко Јоксимовић                                                      | Адел                                                                  | Алиша Киз                                                             |
| Ана Грубин (водитељка)           | Дејвид Боуви                                             | МО                                                       | Скај Виклер                                                           | Леди Гага                                                             | Никол Кидман                                                          | Икона Поп                                                             | Агата Ханиган                                                         | Џејмс Браун                                                           | Београдски синдикат                                                   | Ариана Гранде                                                         | Јелена Розга                                                          | Хадавеј                                                               |
| Неша Бриџис (стенд-ап комичар)   | Митар Мирић                                              | Еминем                                                   | Ерос Рамацоти Шер                                                     | Дара Бубамара                                                         | Ху Си                                                                 | Џастин Тимберлејк                                                     | Пепељуга                                                              | Продиџи                                                               | САРС                                                                  | Стромај                                                               | Коса                                                                  | Питбул                                                                |
| Богољуб Митић (глумац)           | Верка Сердучка                                           | Кнез                                                     | Ђорђе Балашевић                                                       | Северина                                                              | Џим Бродбент                                                          | Џеј                                                                   | Матилда                                                               | Монти Пајтон                                                          | Драгана Мирковић                                                      | Луис                                                                  | AC/DC                                                                 | Квин Латифа                                                           |
| Дара Бубамара (певачица)         | Џенифер Лопез                                            | Рамбо Амадеус                                            | Јелена Карлеуша                                                       | Саша Матић                                                            | Владо Георгиев                                                        | Лепа Брена                                                            | Ени                                                                   | Мадона                                                                | Мерилин Менсон                                                        | Марија Шерифовић                                                      | Аца Лукас                                                             | Цеца                                                                  |
| Славица Ћуктераш (певачица)      | Весна Змијанац                                           | Кербер                                                   | Славица Ћуктераш је напустила емисију после 2. епизоде због трудноће. | Славица Ћуктераш је напустила емисију после 2. епизоде због трудноће. | Славица Ћуктераш је напустила емисију после 2. епизоде због трудноће. | Славица Ћуктераш је напустила емисију после 2. епизоде због трудноће. | Славица Ћуктераш је напустила емисију после 2. епизоде због трудноће. | Славица Ћуктераш је напустила емисију после 2. епизоде због трудноће. | Славица Ћуктераш је напустила емисију после 2. епизоде због трудноће. | Славица Ћуктераш је напустила емисију после 2. епизоде због трудноће. | Славица Ћуктераш је напустила емисију после 2. епизоде због трудноће. | Славица Ћуктераш је напустила емисију после 2. епизоде због трудноће. |
| Милица Павловић (певачица)       |                                                          |                                                          | Цеца                                                                  | Милица Павловић је мењала Славицу Ћуктераш у 3. епизоди.              | Милица Павловић је мењала Славицу Ћуктераш у 3. епизоди.              | Милица Павловић је мењала Славицу Ћуктераш у 3. епизоди.              | Милица Павловић је мењала Славицу Ћуктераш у 3. епизоди.              | Милица Павловић је мењала Славицу Ћуктераш у 3. епизоди.              | Милица Павловић је мењала Славицу Ћуктераш у 3. епизоди.              | Милица Павловић је мењала Славицу Ћуктераш у 3. епизоди.              | Милица Павловић је мењала Славицу Ћуктераш у 3. епизоди.              | Милица Павловић је мењала Славицу Ћуктераш у 3. епизоди.              |
| Сузана Манчић (ТВ лице)          | Сузана Манчић је заменила Славицу Ћуктераш у 4. епизоди. | Сузана Манчић је заменила Славицу Ћуктераш у 4. епизоди. | Сузана Манчић је заменила Славицу Ћуктераш у 4. епизоди.              | Харис Џиновић                                                         | Кајли Миног                                                           | Ана Бекута                                                            | Пепељуга                                                              | Мадона                                                                | Гвен Стефани                                                          | Џенифер Греј                                                          | Мањифико                                                              | Мира Шкорић                                                           |
| Халид Муслимовић (певач)         | Ален Исламовић                                           | Стоја                                                    | Даворин Поповић                                                       | Здравко Чолић                                                         | Плави оркестар                                                        | Тимбаланд                                                             | Миња Субота                                                           | Миле Китић                                                            | Бора Ђорђевић                                                         | Патрик Свејзи                                                         | Неџад Салковић                                                        | Даниел Поповић                                                        |